# Anosy Tsararafa
Anosy Tsararafa è una città e comune del Madagascar situata nel distretto di Farafangana, regione di Atsimo-Atsinanana. 
La popolazione del comune rilevata nel censimento 2001 era pari a 19 817 unità.